# Lemnalia bantayensis
Lemnalia bantayensis is een zachte koraalsoort uit de familie Nephtheidae. De koraalsoort komt uit het geslacht Lemnalia. Lemnalia bantayensis werd in 1933 voor het eerst wetenschappelijk beschreven door Roxas. 